# Глушица (приток Летки)
Глушица — река в России, протекает по Прилузскому району Республики Коми. Устье реки находится в 116 км по левому берегу реки Летка. Длина реки составляет 17 км.
Исток реки находится на Северных Увалах близ границы с Кировской областью в 15 км к северо-востоку от села Гурьевка. Исток реки лежит на водоразделе Летки и Кобры. Река течёт на юго-запад, всё течение проходит по ненаселённому лесу. Впадает в Летку ниже деревни Талица.

## Данные водного реестра
По данным государственного водного реестра России относится к Камскому бассейновому округу, водохозяйственный участок реки — Вятка от истока до города Киров, без реки Чепца, речной подбассейн реки — Вятка. Речной бассейн реки — Кама.
Код объекта в государственном водном реестре — 10010300212111100031778.